# Himalaja-Steppenkerze
Die Himalaja-Steppenkerze (Eremurus himalaicus) ist eine Pflanzenart aus der Gattung Steppenkerzen (Eremurus) in der Unterfamilie der Affodillgewächse (Asphodeloideae).

## Merkmale
Die Himalaja-Steppenkerze ist eine ausdauernde, krautige Pflanze, die ein Rhizom ausbildet und Wuchshöhen von (75) 100 bis 250 Zentimeter erreicht. Die Laubblätter haben eine Breite von 15 bis 50 Millimeter. Die Deckblätter sind bewimpert und lineal-pfriemlich. Die Blütenstiele haben eine Länge von bis zu 30 Millimeter, sind abstehend und zur Fruchtzeit mehr oder weniger aufrecht. Die Perigonblätter sind 17 bis 20 Millimeter lang und weiß. Die Kapselfrüchte sind runzelig und weisen einen Durchmesser von ungefähr 14 Millimeter auf.
Die Blütezeit liegt im Juni.
Die Chromosomenzahl beträgt 2n = 14.

## Vorkommen
Das Verbreitungsgebiet umfasst den Nordwest-Himalaja bis Himachal Pradesh, Pakistan und Nord-Afghanistan. Hier kommt die Himalaja-Steppenkerze auf offenen Hängen und subalpinen Wiesen in Höhenlagen bis 3600 Meter vor.

## Nutzung
Die Himalaja-Steppenkerze wird selten als Zierpflanze genutzt. Sie ist seit spätestens 1881 in Kultur.